# باشگاه فوتبال آلبیرکس نیگاتا
آلبیرکس نیگاتا (به ژاپنی: アルビレックス新潟) یک باشگاه فوتبال در شهر نیگاتا٬ واقع در کشور ژاپن می‌باشد که در جی‌لیگ بازی می‌کند.
این باشگاه در سال ۱۹۵۵ میلادی پایه‌گذاری شده است.

## بازیکنان برجسته
- اوسیس
- برونو کورتس
- میشل فیتزجرالد